# Challenger de Saint-Brieuc 2009
El torneo Open Prévadiès Saint–Brieuc 2009 fue un torneo profesional de tenis. Esta competición perteneció al ATP Challenger Series 2009. Se disputó su 6.ª edición sobre superficie dura, en Saint-Brieuc, Francia, entre el 30 de marzo y el 5 de abril de 2009.

## Jugadores participantes del cuadro de individuales

### Cabezas de serie
| País                       | Jugador                 | Rank1 | Favorito |
| -------------------------- | ----------------------- | ----- | -------- |
| Bandera de Francia         | Adrian Mannarino        | 135   | 1        |
| Bandera de Alemania        | Simon Stadler           | 151   | 2        |
| Bandera de Francia         | Josselin Ouanna         | 153   | 3        |
| Bandera de Francia         | Édouard Roger-Vasselin  | 167   | 4        |
| Bandera de República Checa | Pavel Šnobel            | 174   | 5        |
| Bandera de Eslovenia       | Grega Žemlja            | 177   | 6        |
| Bandera de Kazajistán      | Yuri Schukin            | 178   | 7        |
| Bandera de España          | Miguel Ángel López Jaén | 180   | 8        |

- 1 Se ha tomado en cuenta el ranking del día 23 de marzo de 2012.

### Otros participantes
Los siguientes jugadores recibieron una invitación (wild card), por lo tanto ingresan directamente al cuadro principal:
- Charles-Antoine Brezac
- Jonathan Dasnières de Veigy
- Romain Jouan
- Mathieu Rodrigues

Los siguientes jugadores ingresan al cuadro principal tras disputar el cuadro clasificatorio:
- Guillermo Alcaide
- Jean-Christophe Faurel
- James McGee
- Carles Poch-Gradin

## Campeones

### Individual Masculino
Challenger de Saint-Brieuc 2009 (individual masculino)
- Josselin Ouanna derrotó en la final a  Adrian Mannarino, 7–5, 1–6, 6–4

### Dobles
Challenger de Saint-Brieuc 2009 (dobles masculino)
- David Martin /  Simon Stadler derrotaron en la final a  Peter Luczak /  Joseph Sirianni, 6–3, 6–2

«»